# ピャチナ (行政区画)

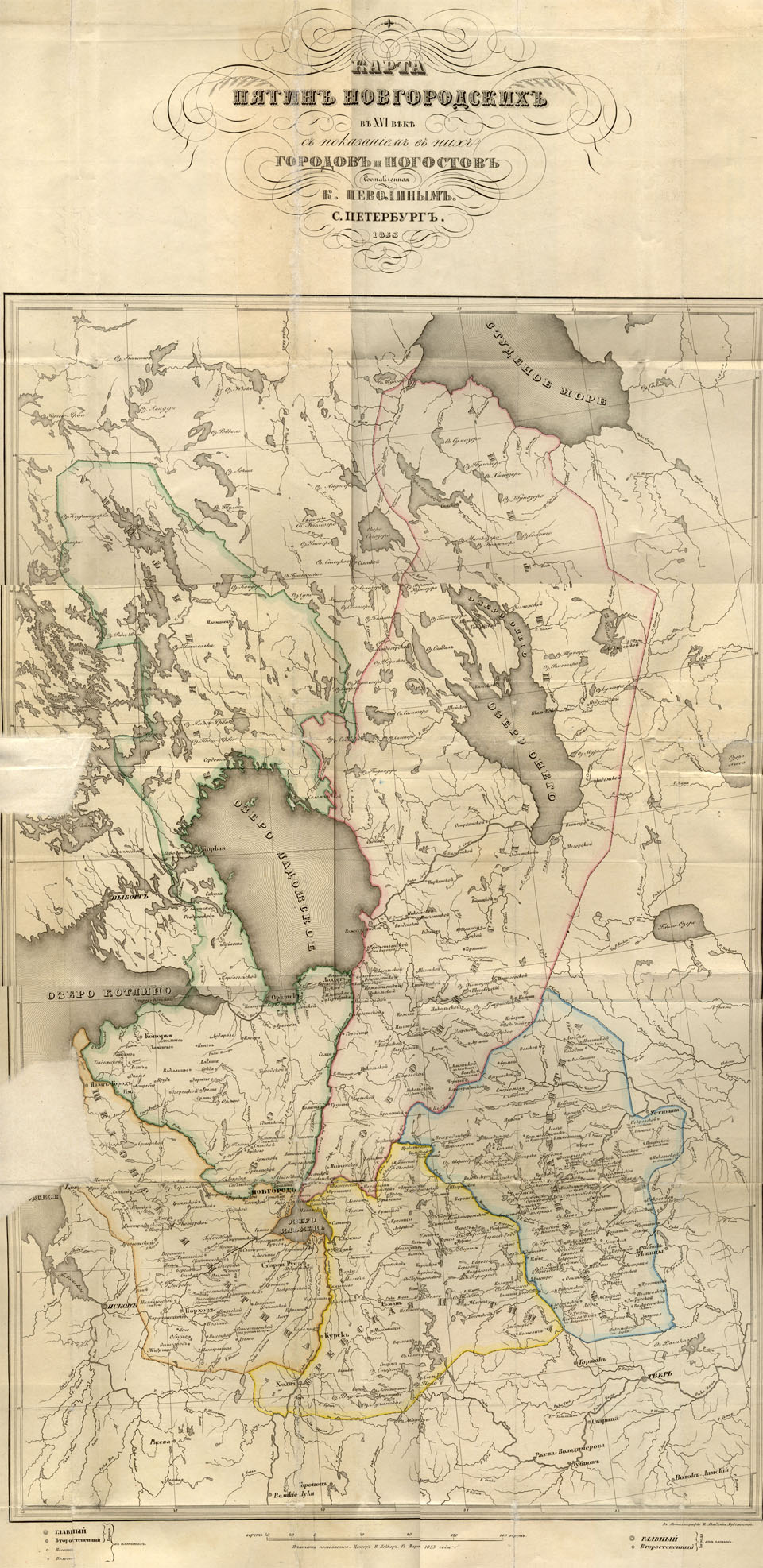
16世紀のピャチナ(図版は19世紀末作成)
緑：ヴォトスカヤ・ピャチナ
赤：オドネジスカヤ・ピャチナ
青：ベジェツカヤ・ピャチナ
黄：デレフスカヤ・ピャチナ
橙：シェロンスカヤ・ピャチナ
4つのピャチナに囲まれる湖はイリメニ湖であり、ノヴゴロドはこの北岸に位置する。

ピャチナ（ロシア語: пятина）は、1775年まで現ロシアのノヴゴロド圏(ru)で用いられていた行政区画である。
ピャチナはノヴゴロド公国において15世紀に登場し、公国滅亡後もモスクワ大公国やその後続国家で存続した。ピャチナは５つ存在しており、ピャチナという名称は、５を意味する「пять / ピャチ」に由来する。ピャチナはいくつかのウエズド（郡）から成り、ウエズドはさらにいくつかのポゴストやヴォロスチから組成されていた。ピャチナの境界線を地図上にまとめた研究者は19世紀初頭のA.レルベルグが最初であり、その後19世紀半ばのK.ネヴォリン、20世紀初頭のA.アンドリヤシェフらが、ポゴストや村々を書き加えた詳細な復元地図を作成している。
ピャチナは以下の5つが存在した。
- ヴォトスカヤ・ピャチナ(ru)：ラドガ湖周辺。北西部は現フィンランドも領域に含んでいた。イリメニ湖とラドガ湖を結ぶヴォルホフ川が、東接するオドネジスカヤ・ピャチナとの境界線に、ルーガ川が南西でのシェロンスカヤ・ピャチナとの境界線になっていた[5]。
- オドネジスカヤ・ピャチナ(ru)：オネガ湖周辺。西はヴォドスカヤ・ピャチナに接し、北は白海に達した。
- ベジェツカヤ・ピャチナ(ru)：ムスタ川以東。北西部はオドネジスカヤ・ピャチナに接する。
- デレフスカヤ・ピャチナ(ru):ムスタ川以西、ロヴァチ川以東。ロヴァチ川を挟んでシェロンスカヤ・ピャチナと接する。
- シェロンスカヤ・ピャチナ(ru)：ロヴァチ川以西、ルーガ川以南。シェロニ川(ru)流域。西はフィンランド湾に達した。ルーガ川を挟んでヴォトスカヤ・ピャチナと接する。